# Istituto diocesano per il sostentamento del clero
L'Istituto diocesano per il sostentamento del clero (IDSC) è un ente ecclesiastico della Chiesa cattolica in Italia presente in ciascuna diocesi, collegato con il vescovo, con il compito di gestire il patrimonio e le casse delle diocesi, al fine di trovare il sostentamento per essa e per i presbiteri che ne fanno parte.

## Storia
Venne istituito con l'accordo di Villa Madama del 1984, di conseguenza i beni della mensa vescovile e dei benefici parrocchiali  o similari confluirono nei neo formati Istituti diocesani per il sostentamento del clero, che assunsero pertanto la proprietà dei beni suddetti.
Fu istituito nel 1985 anche l'Istituto centrale per il sostentamento del clero collegato alla Conferenza Episcopale Italiana in base all'articolo 21 delle Norme sugli enti ecclesiastici approvate nei trattati tra la Santa Sede e il Governo italiano.

## Organizzazione e struttura
L'Istituto è tendenzialmente formato da due organi: un consiglio di amministrazione e un consiglio di revisione dei conti. Ha personalità giuridica sia canonica che civile, istituita con la legge 222/20 maggio 1985, in base all'accordo di revisione dei Patti Lateranensi, siglati tra lo Stato Italiano e la Santa Sede l'anno precedente. I principali introiti dell'Istituto sono ciò che arriva dagli affitti o vendite degli immobili di proprietà, detrazione fiscale delle oblazioni versate a favore di un Istituto e la devoluzione alla Chiesa cattolica dell'otto per mille.